# Канкава Джаба Георгійович
Джа́ба Гео́ргійович Канка́ва (груз. ჯაბა გიორგის ძე კანკავა; нар. 18 березня 1986, Тбілісі, Грузинська РСР, СРСР) — грузинський футболіст, півзахисник «Слована» та збірної Грузії. Грає на позиції опорного півзахисника.

## Кар'єра
У складі тбіліського «Динамо» був переможцем чемпіонату Грузії з футболу 2005 року.
Протягом 2006–2007 років виступав у чемпіонаті України за київський «Арсенал». Перший матч у вищій лізі України провів у складі «Арсенала» 5 березня 2006 року проти «Харкова».
2007 року перейшов до дніпропетровського «Дніпра», у складі основної команди якого періодично виходив на поле до 2008 року. Згодом був затяжний період відновлення після травми, протягом якого гравець лише інколи грав за команду дублерів «Дніпра».
На початку 2011 року на умовах оренди приєднався до криворізького «Кривбаса», кольори якого захищав до серпня 2012, в якому повернувся до Дніпропетровська.
30 березня 2014 року у матчі чемпіонату проти київського «Динамо» Джаба надав першу допомогу Олегу Гусєву, який після зіткнення з Денисом Бойком знепритомнів: він запобіг западанню язика Олега. За твердженням лікарів «Динамо», Канкава врятував життя Гусєву. 13 квітня перед матчем із запорізьким «Металургом» футболіст за свій вчинок отримав Знак Пошани Державної служби України з надзвичайних ситуацій.
16 серпня 2015 року Канкава підписав контракт з французьким «Реймсом» строком на три роки. 

## Досягнення
- Чемпіон Грузії (1): 2004/05
- Бронзовий призер чемпіонату Грузії (1):  2003/04
- Срібний призер чемпіонату України (1): 2013/14
- Фіналіст Ліги Європи УЄФА: 2014/15
- Чемпіон Словаччини (2): 2021/22, 2022/23